# Le rocher de l’Impératrice

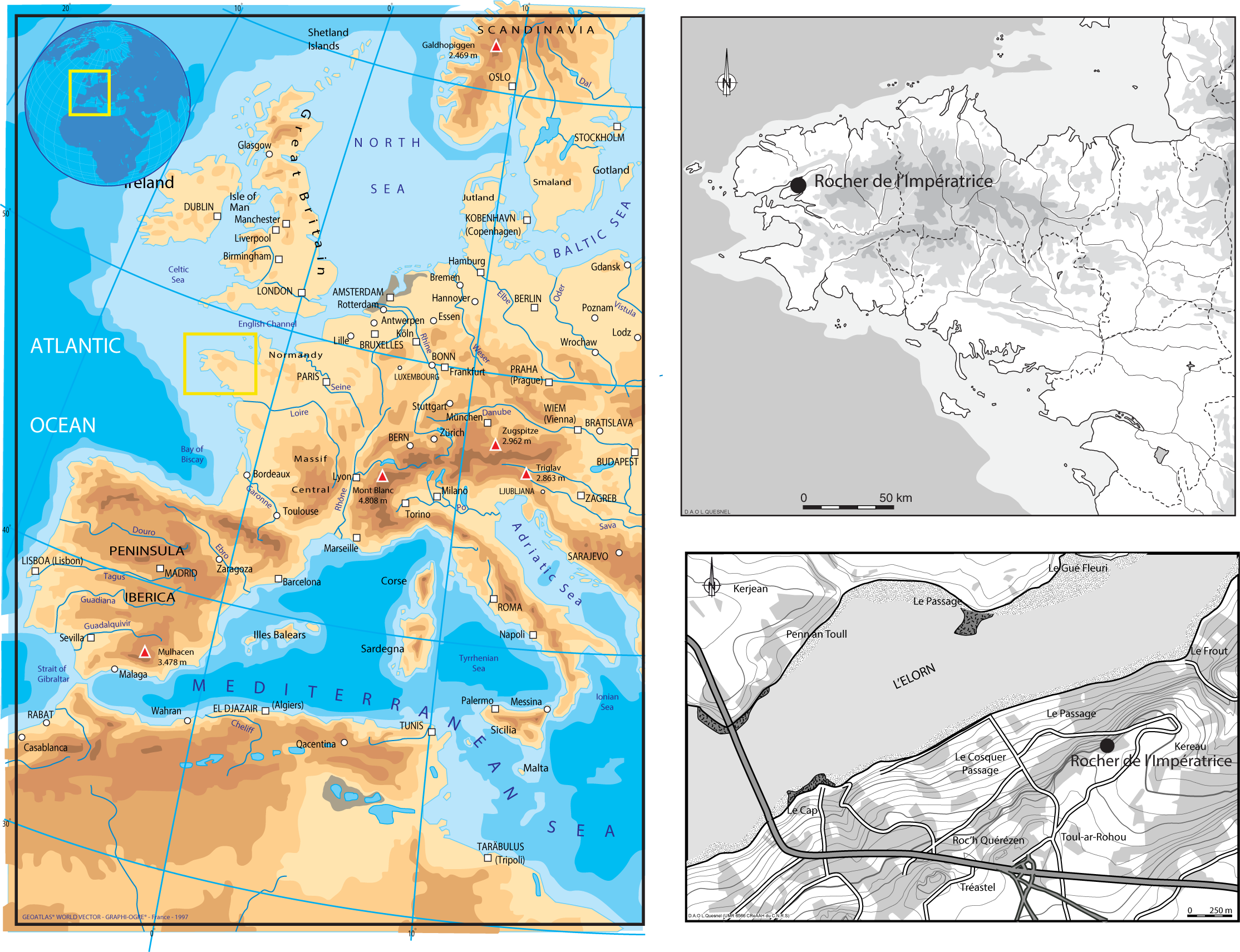
Lagekarte

Le rocher de l’Impératrice (deutsch Felsen der Kaiserin) ist ein etwa zehn Meter langer und zwei bis drei Meter breiter Fels am Fuße der aremoricanischen Sandsteinbarriere. Er liegt nördlich des Weilers Toullar ar Rohou in Plougastel-Daoulas im Département Finistère in der Bretagne in Frankreich.
1987 entdeckte Michel Le Goffic in dem Abri unter dem Felsen der Kaiserin 14.000 Jahre alte Gravuren, die ältesten der bretonischen Geschichte. Der Fels wird seit 2013 ausgegraben und hat sich als beachtenswerter prähistorischer Ort erwiesen. Der Abri wurde gemäß den Daten der Radiokarbonmethode vor etwa 14.500 Jahren, in der Übergangsphase zwischen dem Magdalénien und dem Azilien, besucht. Der Übergang, der sich am Rocher de l’Impératrice abbildet, ist in Europa wenig dokumentiert. Diese Stätte trägt zum Verständnis dieser wichtigen Phase des Paläolithikums bei, indem sie die Veränderungsprozesse in einem Zeitraum bewertet, der von starken Umweltveränderungen der letzten Kaltzeit gekennzeichnet ist. Die Studien und das gesammelte archäologische Material haben gezeigt, dass die Jäger und Sammler das Gebiet für kurze Zeit für Tätigkeiten genutzt hatten, die auf die Jagd ausgerichtet waren (Herstellung und Verwendung von Pfeilspitzen und Schneiden von weichen Tiermaterialien). 

Funde am Rocher de l’Impératrice
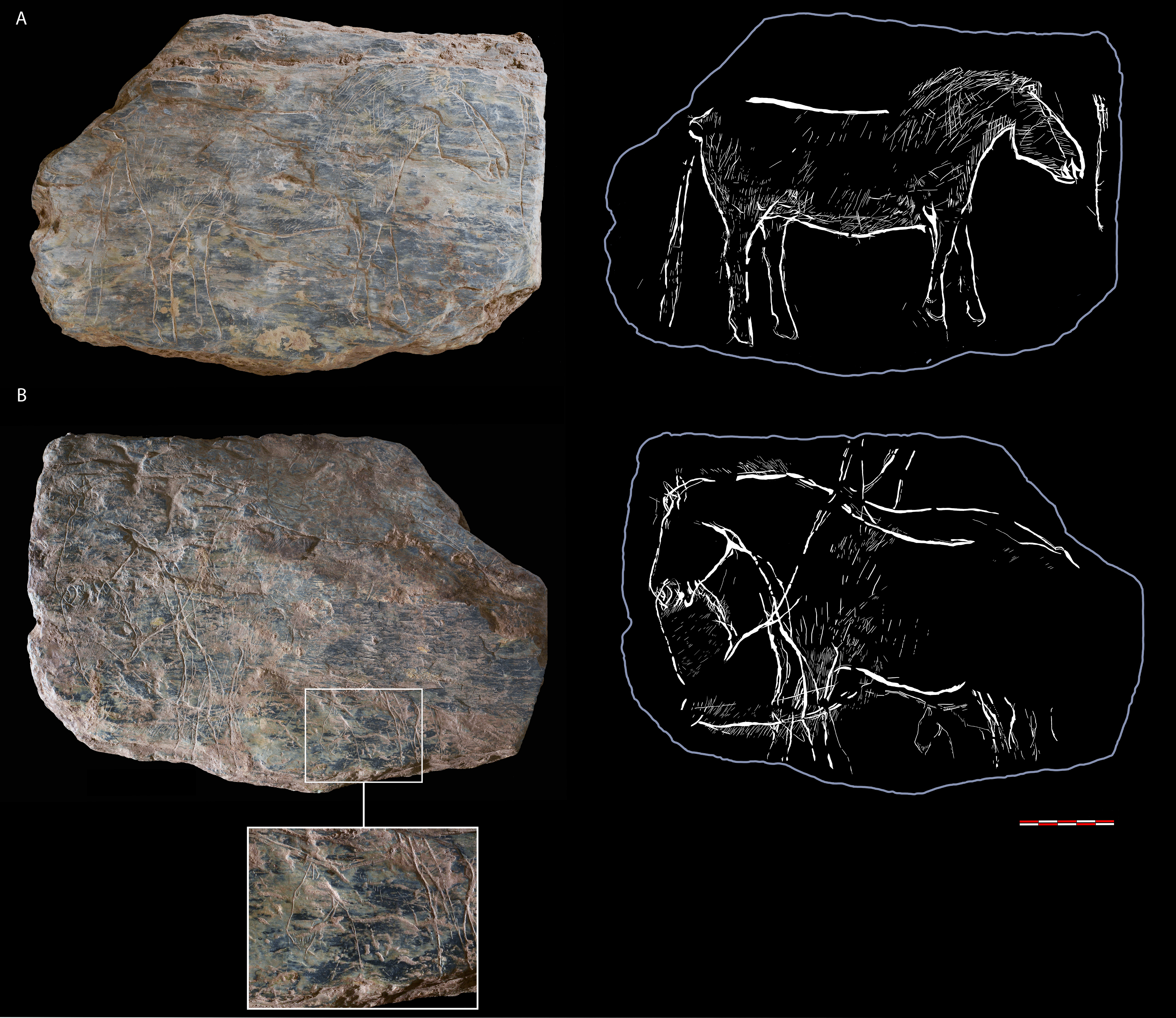
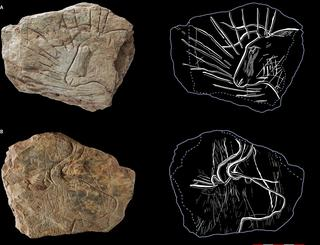
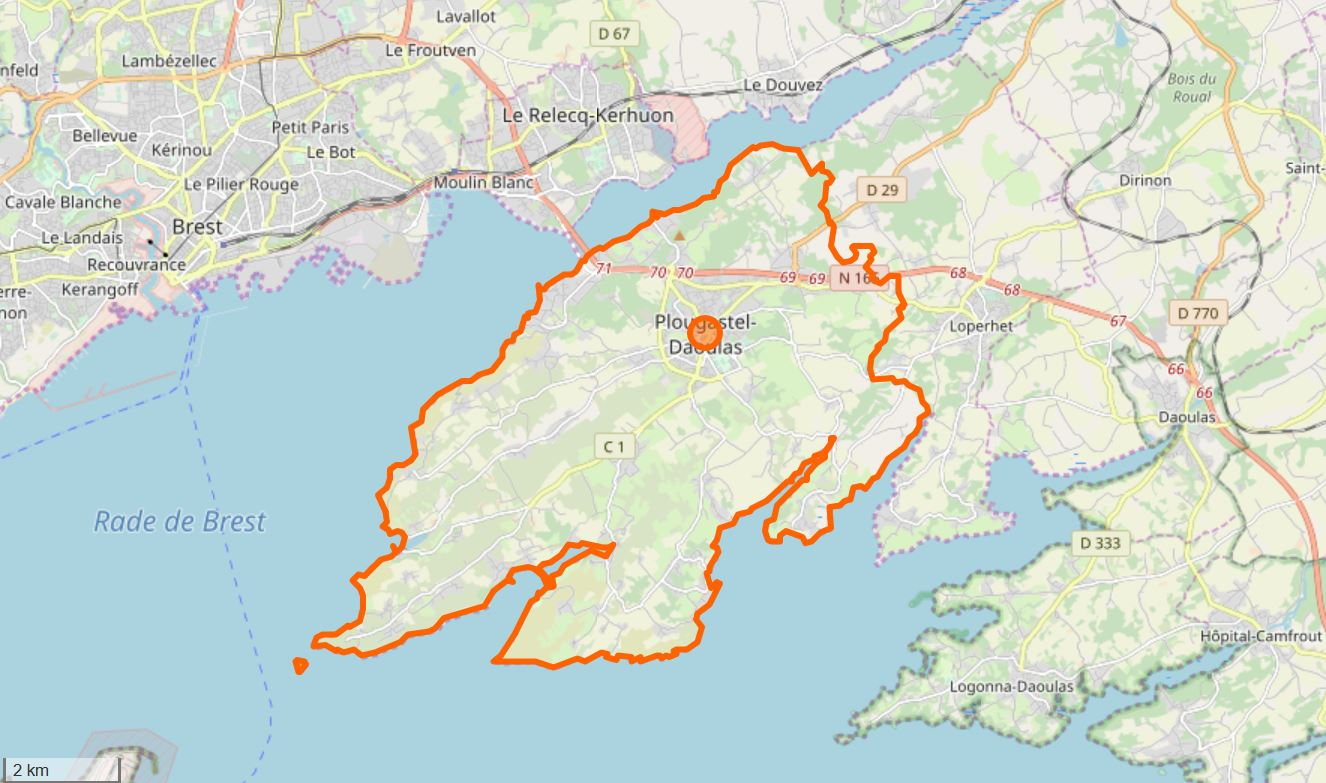
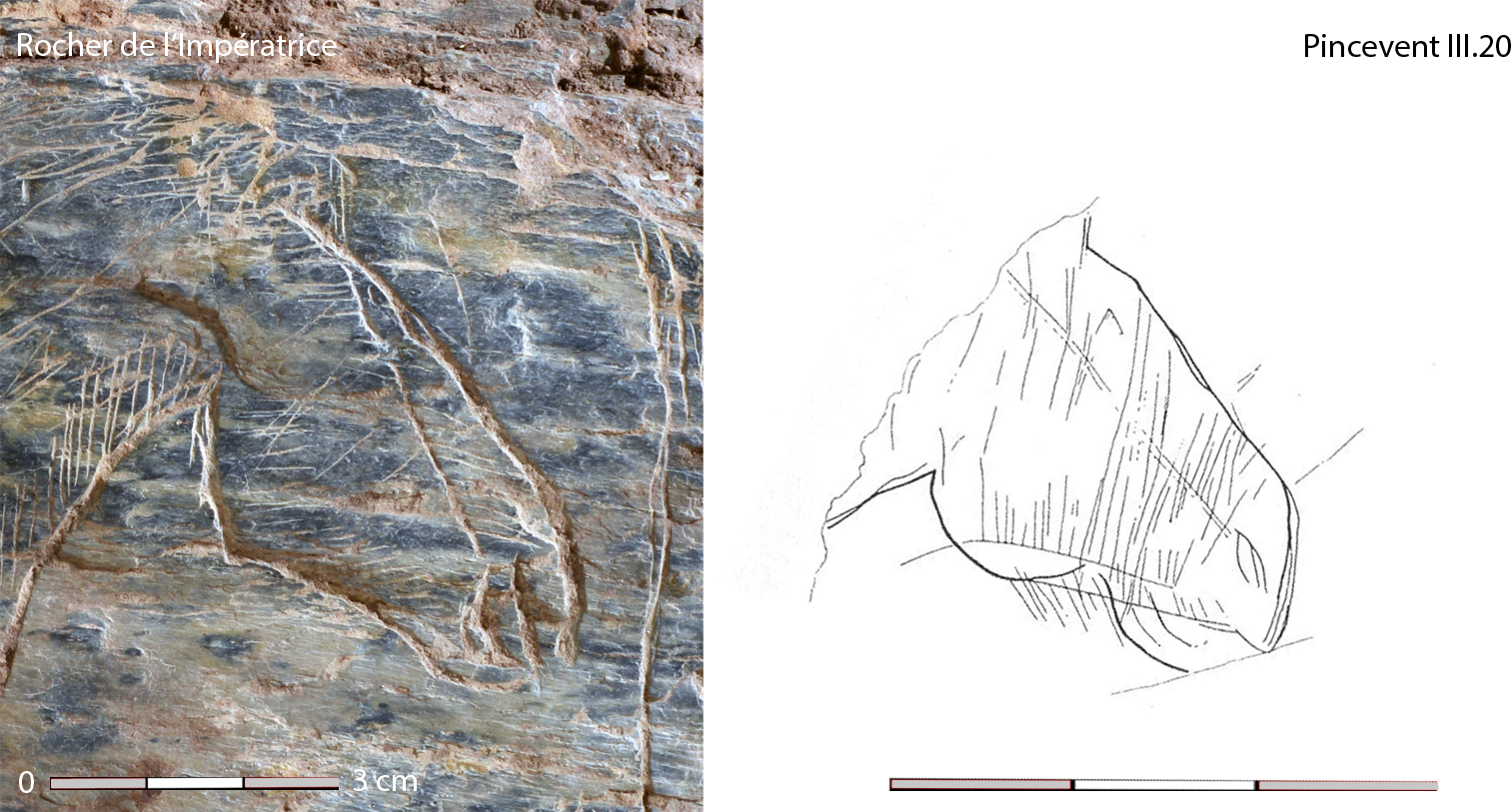

Der Standort profitiert von einem bemerkenswerten Blick auf das Areal des heutigen Hafen von Brest, der vor 14.500 Jahren in einer Steppe lag, die von zahlreichen Flüssen entwässert wurde. Mit einem Meeresspiegel, der etwa 100 m tiefer lag, befand sich die Küste sehr viel westlicher auf Höhe der Île-Molène.
Auf dem Gelände fanden sich etwa 50 gravierte Schieferplatten, die wahrscheinlich von Jägern und Sammlern mitgebracht wurden, weil sie lokal nicht vorkommen. Auf europäischer Ebene sind die künstlerischen Zeugnisse der Gruppen besonders selten. Der Fels ist ein Ort, an dem nachvollzogen werden kann, wie sich die künstlerische Kultur der paläolithischen Gesellschaften in dieser Zeit veränderte. Während die meisten Elemente kleine Fragmente sind, die geometrische Motive tragen (Dreiecke und sich kreuzende Linien), tragen einige Platten Zeichnungen von Pferden oder Auerochsen, die an die Zeichnungen aus dem Magdalénien erinnern (Höhlen von Lascaux, Altamira, Niaux). Es scheint, dass diese Gruppen, die ihre technische Kultur bereits veränderten, ihre künstlerische Tradition zunächst beibehielten. Es war auch möglich, Farbstoffe (basierend auf Holzkohle) in den Gravuren zu bestimmen.